# Johann Halbig

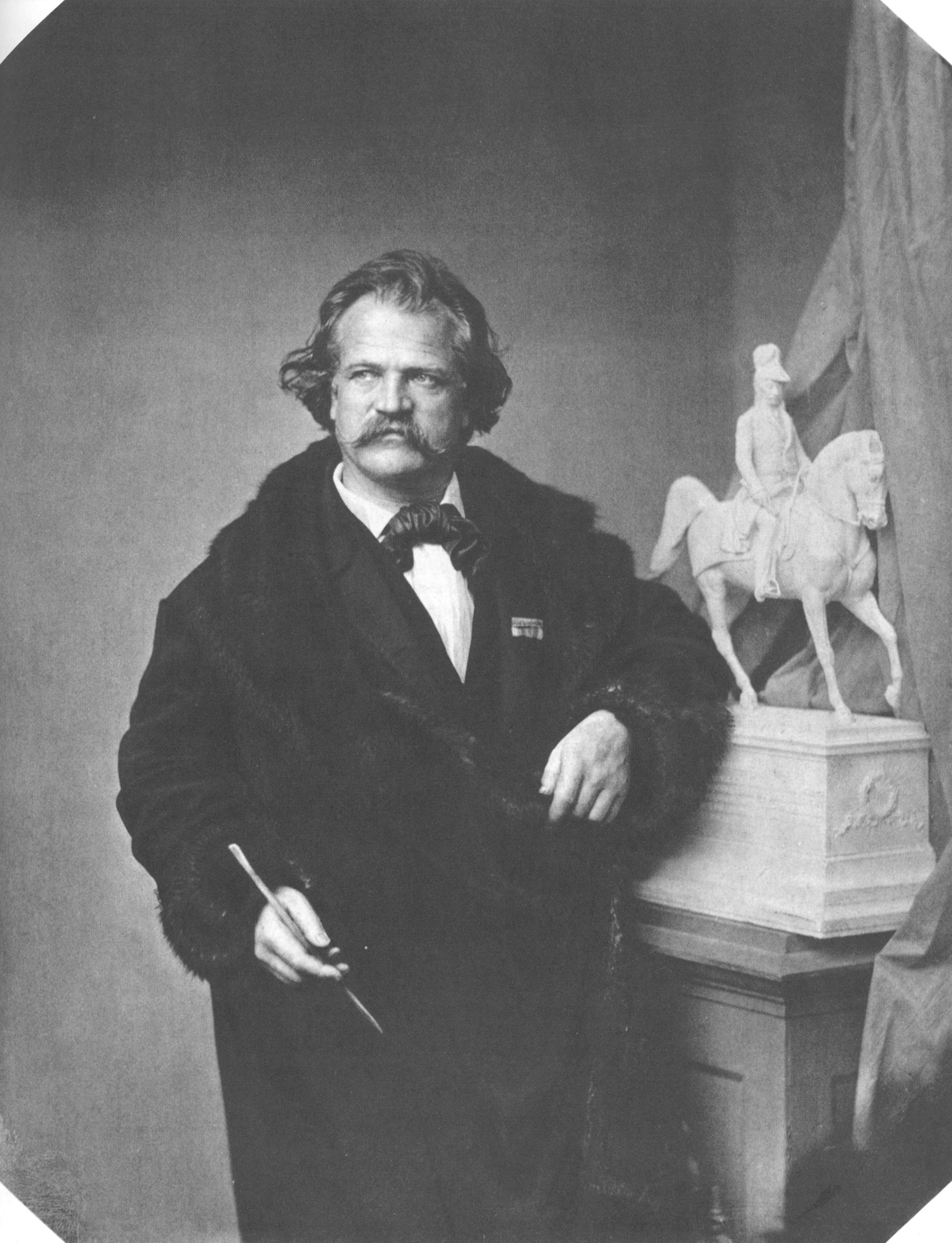
Johann Halbig, um 1860 (Fotografie: Franz Hanfstaengl)

Johann Halbig, später Johann von Halbig, (* 13. Juli 1814 in Donnersdorf; † 29. August 1882 in München) war ein deutscher Bildhauer des Klassizismus und Hochschullehrer.

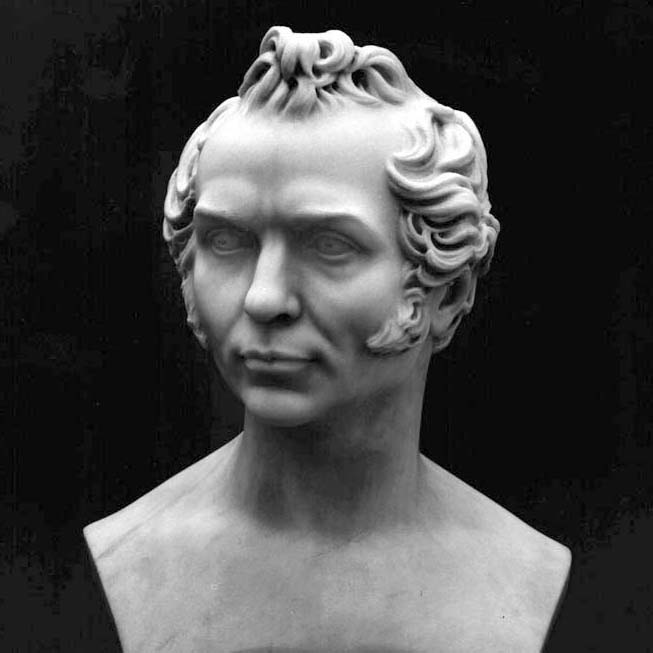
Von Halbig gefertigte Büste von seinem Lehrer Ernst Mayer

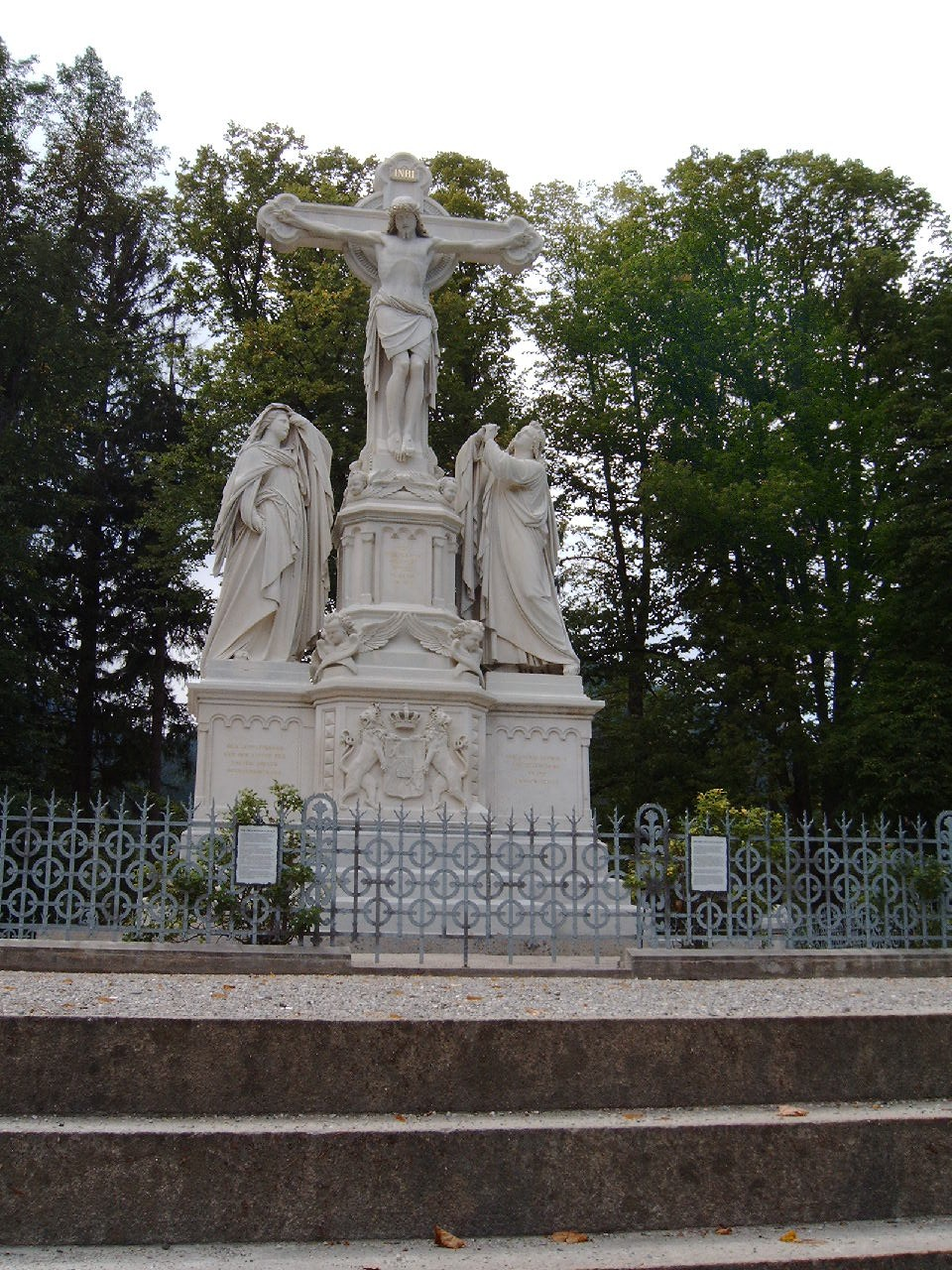
Kolossale Kreuzigungsgruppe für Oberammergau im Auftrag König Ludwigs II.

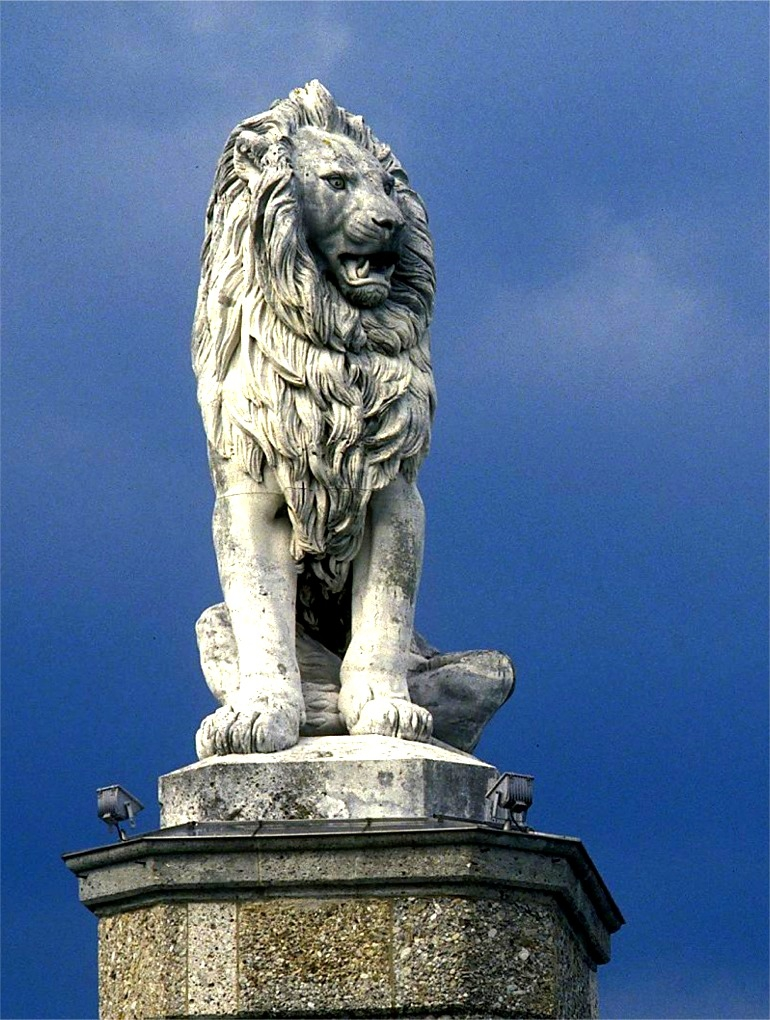
Löwe an der Hafeneinfahrt in Lindau

## Leben
Halbig war der zweite Sohn des Ehepaars Joseph und Kunigunde Halbig, der Bildhauer Andreas Halbig war sein Bruder. Sein Großvater Christian Halbig war ein einfacher Bauer, der sich den Bau von Musikinstrumenten und das Tischlerhandwerk autodidaktisch beigebracht hatte und Altäre gefertigt haben soll. Er hatte eine harte Kindheit und Jugend, da sein als Künstler tätiger Vater „nicht mit Geld umgehen konnte“. Die Ehe der Eltern wurde 1831 geschieden. Seine erste Ausbildung im Zeichnen hatte er vom Vater erhalten. Der siebzehnjährige Halbig wurde wegen Diebstahls zu einer Freiheitsstrafe verurteilt und wurde nach einer Flucht aus dem Gefängnis mit Rutenhieben öffentlich gestraft. Daraufhin begab er sich nach München zu seinem älteren Bruder Andreas, der ihn an Ernst Mayer vermittelte, der an der Polytechnischen Schule München lehrte. Mayer erkannte das künstlerische Talent Halbigs, machte ihn zu seinem Schüler und persönlichen Gehilfen und ließ ihn die Münchener Kunstakademie besuchen. Er bildete sich auf einer Reise nach Italien fort und bald darauf wurde der bayerische König Ludwig I. auf ihn aufmerksam und ließ ihn unterschiedliche dekorativen Arbeiten bei seinen Bauunternehmungen ausführen. Zudem ließ er ihn Porträts anfertigen, die unter anderem für die Ruhmeshalle und die Walhalla bestimmt waren. Nach Mayers frühem Tod folgte ihm Halbig 1845 in der Professur für Bossierkunst an der Polytechnischen Schule nach. Nach Beendigung seiner Tätigkeit für Ludwig I. (1848) erhielt er auch von dessen Nachfolgern Maximilian II. und Ludwig II. weitere Aufträge. Er fertigte unter anderem zahlreiche Grabmonumente und Denkmäler. Ab 1848 hatte er dort Kaspar Zumbusch und Konrad Knoll als Schüler.
Halbig starb in München im Alter von 68 Jahren am 29. August 1882 an Herzversagen.

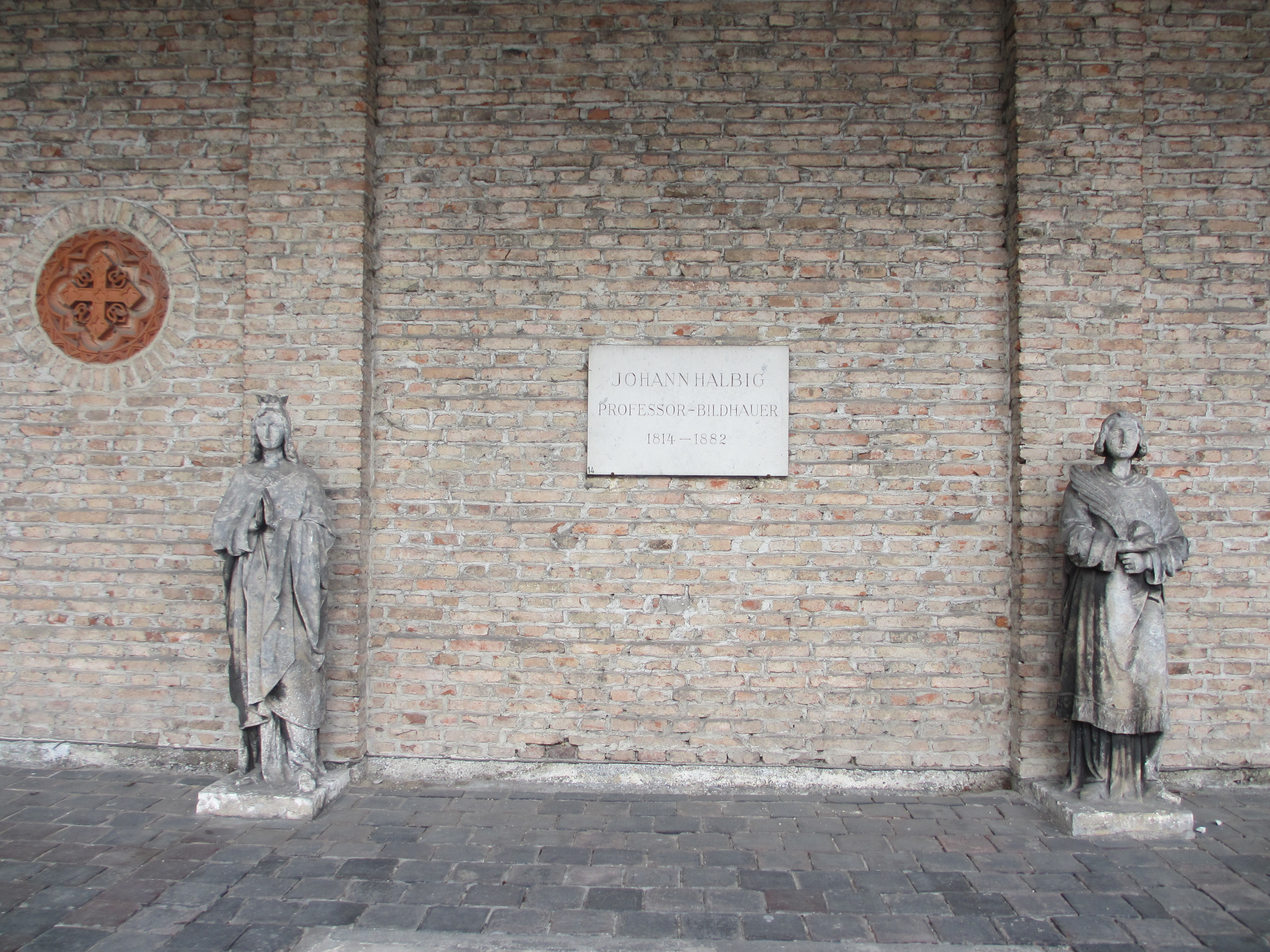
Grabstätte Halbigs in den Neuen Arkaden (NA-14) auf dem Alten südlichen Friedhof in München

## Grabstätte
Halbigs Grabstätte befindet sich auf dem Alten Südlichen Friedhof in München (Grabstelle Neue Arkaden, NA-14, Standort). Johann von Halbig hatte über 10 Jahre an dem neugotischen Grab für seine eigene Ruhestätte gearbeitet. Sein selbstgestaltetes Grabmal wurde 1943 im Zweiten Weltkrieg durch Bomben zerstört. Heute stehen dort nur noch die Reste des Grabmals und eine Namenstafel an der Wand.

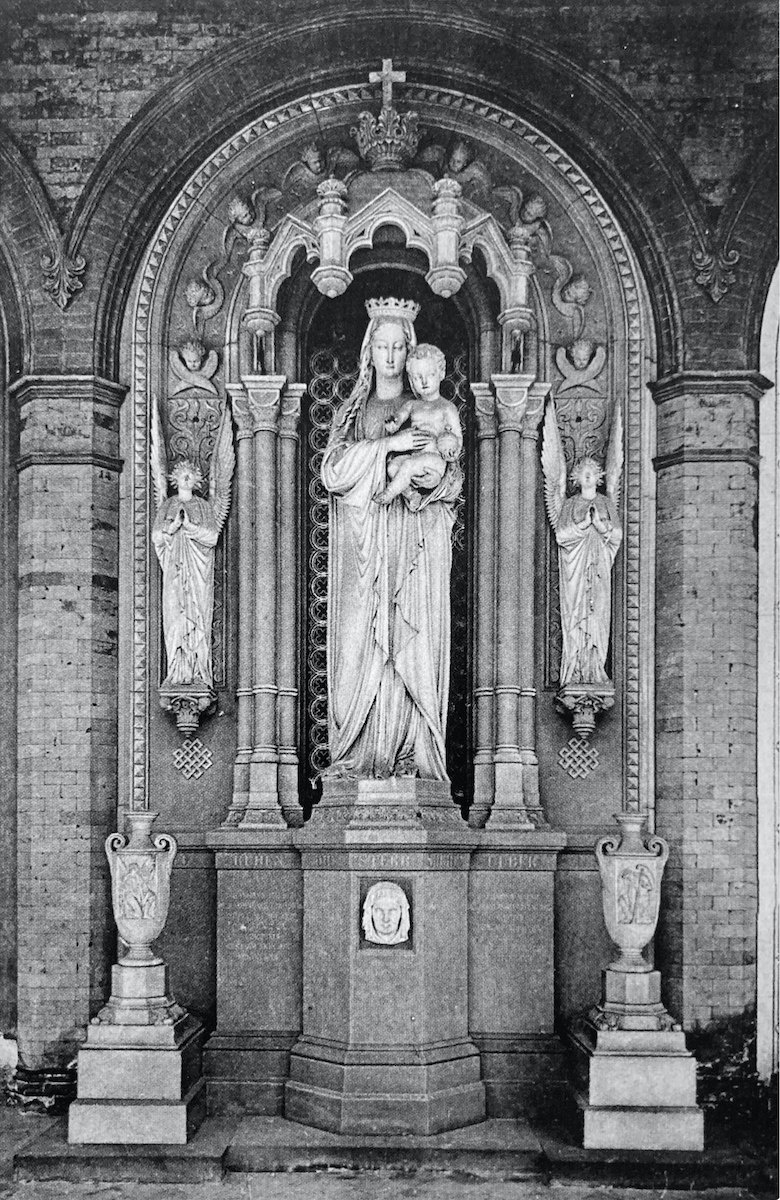
Johann von Halbigs selbst geschaffenes durch Bomben zerstörtes Grab.

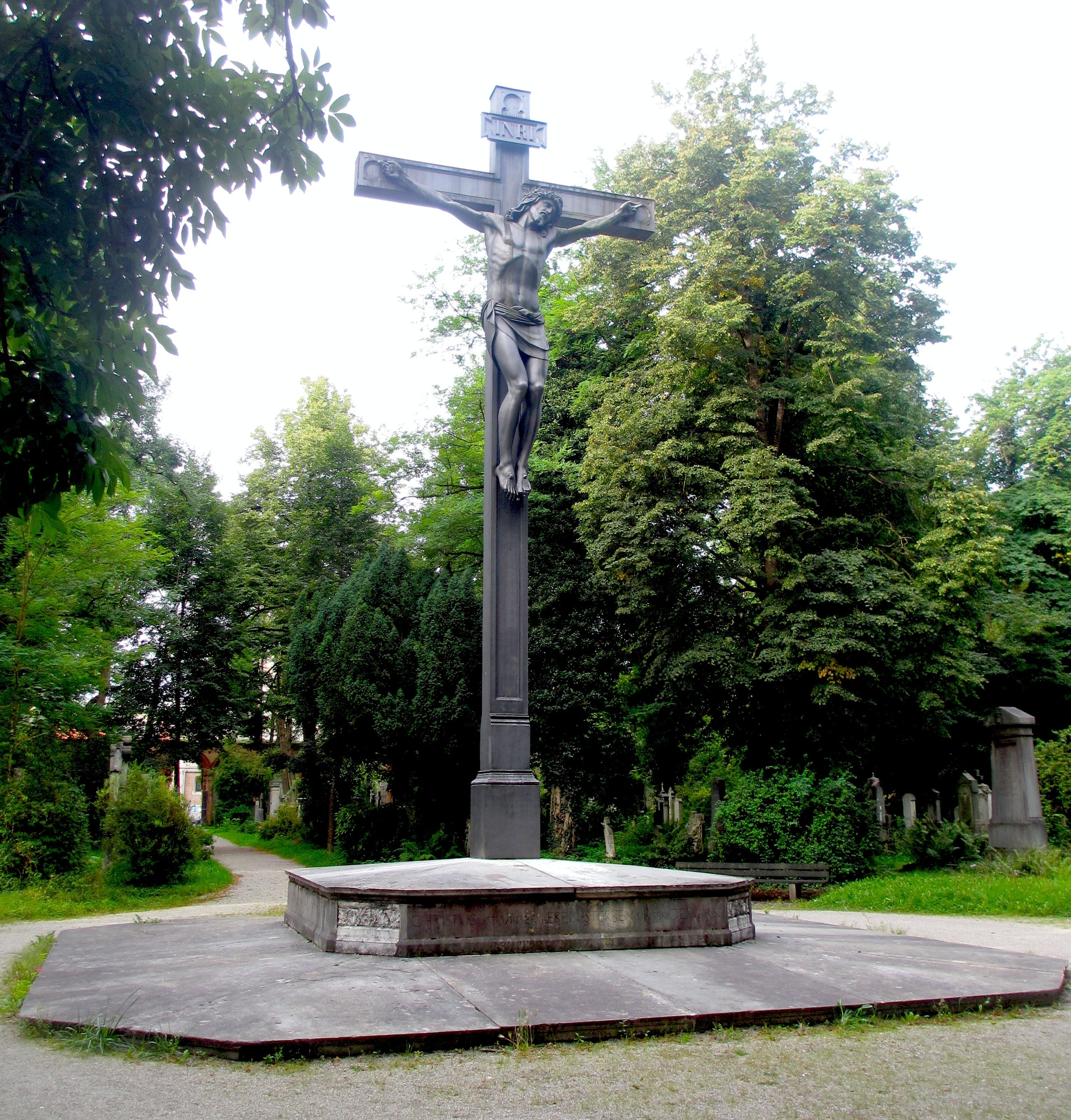
Halbigs Kruzifix in Bronze für das Zentrum des neuen Teils im Alten südlichen Friedhof in München (1850)

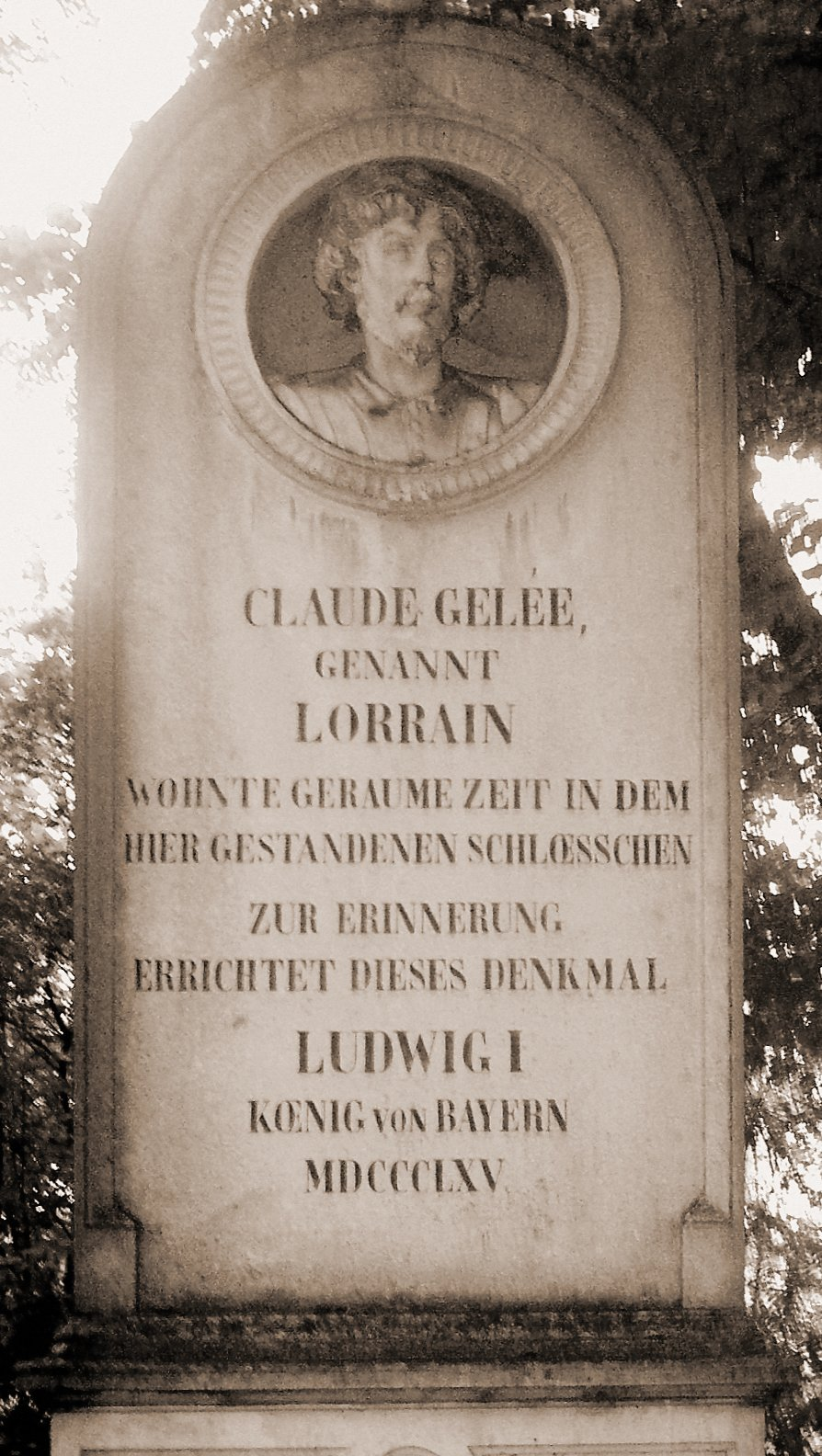
1865 von König Ludwig I. gestiftetes Denkmal für Claude Lorrain vor der Wallfahrtskirche St. Anna in Harlaching

## Werk
Halbigs Stil wird als dekorativ und empfindsam, sein Vorgehen als sorgfältig beschrieben. Unter den hervorragenden Münchener Bildhauern schloss er sich als erster den Strömungen des Realismus und des Naturalismus an.
Einige Werke aus den 1830er und frühen 1840er Jahren, die Halbig zugeschrieben wurden, sind tatsächlich laut Johann Michael von Soeltl Werke seines Lehrers Mayer.
- o. J.: Seitenaltar in der Bartholomäuskirche in Oberspiesheim (zusammen mit seinem Bruder)
- 1841–1843: im Auftrag Leo von Klenzes 12 Modellskizzen für die kolossalen Figuren am kaiserlichen Museum in Sankt Petersburg (u. a. Raffael, Tizian, Peter Paul Rubens)
- 1844: zwei Bayerische Löwen und zwei Sphingen für die Portale des Burgbergtunnels in Erlangen, des ältesten Eisenbahntunnels Bayerns[8]
- 1847: Viergespann mit kolossalen Löwen für das Siegestor in München
- 1850: Kruzifix in Bronze für das Zentrum des neuen Teils im Alten südlichen Friedhof und dort auch drei große Porträt-Statuen der Gräber Max Ainmillers (1871), Philipp Franz von Walthers (1850) und Heinrich von Breslaus (1851) in den dortigen Neuen Arkaden, unweit Halbigs eigener Grabstätte
- o. J.: Kruzifix in der Münchner Frauenkirche
- 1848: zwei kolossale Löwen und ein Relief für das Wittelsbacher Palais (Das Palais wurde im Zweiten Weltkrieg von Bomben zerstört, seither steht einer der Löwen im Hof der Katholischen Akademie Bayern, der andere vor der Bayerischen Landesbank.)
- 1856: sechs Meter hoher bayerischer Löwe an der Hafeneinfahrt in Lindau
- 1856: Statue des Generals Bernhard Erasmus von Deroy vor der Regierung von Oberbayern an der Maximilianstraße in München
- 1858: August-von-Platen-Denkmal für Ansbach
- 1860: Statue des Palatin Joseph in Pest
- 1861: Büste des Theologen Peter Scheitlin (1779–1848) für dessen Denkmal in St. Gallen
- 1864: drei weibliche Statuen auf dem Dach der Regierung von Oberbayern an der Maximilianstraße in München (von West nach Ost: Fides (Treue), Justitia (Gerechtigkeit) und Sapientia (Weisheit))
- 1864/1865: Grabdenkmal für die Familie des Feldmarschalls Cachahiba d’Argolo in Salvador da Bahia, Brasilien
- 1865: Gedenkstein aus Marmor mit Büste des Malers Claude Lorrain vor dem St.-Anna-Kircherl in Harlaching
- 1865: Statue Josef von Fraunhofers vor dem heutigen Museum Fünf Kontinente an der Maximilianstraße München
- 1868: Emanzipationsgruppe für New York
- 1869: Grabmal für seinen Bruder Andreas Halbig auf dem Pfarrfriedhof Penzing in Wien
- Modelle zu den 18 Figuren für die deutschen Volksstämme an der Befreiungshalle bei Kelheim
- Statue des Königs Maximilian II. von Bayern im Hubertuskostüm in Lindau
- viele Grabmonumente sowie Büsten, u. a. von Franz Graf von Pocci
- 1875: Reiterstandbild König Wilhelms I. von Württemberg vor dem Großen Kursaal in (Stuttgart-) Bad Cannstatt
- 1875 (als letzte Hauptarbeit): kolossale, 12 m hohe Kreuzigungsgruppe für Oberammergau im Auftrag König Ludwigs II. von Bayern[9]

## Ehrungen
- Ritterkreuz I. Klasse des Verdienstordens vom Heiligen Michael[10]
- 1869 Österreichischer Franz-Joseph-Orden III. Klasse[10] zu dessen Annahme er am 9. Juli die Berechtigung durch den König erhielt.[11]
- Ritterkreuz des Ordens der Württembergischen Krone.[10][6]

Er wurde wohl durch König Ludwig II. nobilitiert. Eine Gedenktafel zu Ehren der Brüder Halbig befindet sich an ihrem Geburtshaus in Donnersdorf.

## Namensgeber für Straße
Nach Johann Halbig wurde 1899 in München im Stadtteil Siebenbrunn (Stadtbezirk 18 – Untergiesing-Harlaching) die Halbigstraße benannt. ⊙